# Salmo lumi
 Salmo  lumi  ist eine Fischart aus der Familie der Lachsfische (Salmonidae), die endemisch im Norden und Westen des Ohridsee an der albanisch-nordmazedonischen Grenze vorkommt. Der Status als eigene Art ist nicht abschließend geklärt.

## Merkmale
Salmo balcanicus erreicht eine Länge von 38 Zentimetern. Äußerlich ist sie den anderen Arten im Ohridsee, der Ohridforelle (Salmo letnica), Salmo aphelios und Salmo balcanicus sehr ähnlich. Eindeutige Unterscheidungsmerkmale sind nicht bekannt. Kopf und Körper sind silbrig mit schwarzen Flecken. Rote Flecken sind vor allem auf dem Seitenlinienorgan vorhanden

## Lebensweise
Die Art laicht von Dezember bis Februar in Zuflüssen des Sees, wodurch sie zeitlich und räumlich von den anderen Arten des Sees in der Fortpflanzung getrennt ist.